# Ndai
Pour les articles homonymes, voir gke.
Le ndai (ou galke, pormi) est une langue adamawa-oubanguienne du groupe Mbum, qui était parlée au Cameroun dans la Région du Nord, le département du Mayo-Rey et l'arrondissement de Tcholliré.
Elle est considérée comme pratiquement disparue (statut 8b).